# Carl Malling
Carl Thorvald Malling (født 23. maj 1905 i København, død 18. december 1993 i Maglegårds Sogn) var en dansk hockeyspiller, der deltog på det danske landshold ved OL 1928 i Amsterdam samt 1936 i Berlin. Carl Malling spillede for Københavns Hockeyklub og opnåede i alt 14 landskampe i perioden 1926-1936.
Ved OL i 1928 blev Danmark delt nummer fem blandt de ni hold efter sejre i indledende runde over Schweiz og Østrig samt nederlag til Indien og Belgien. Dette var ikke nok til at komme med i slutkampene. Malling spillede alle fire kampe uden at score.
Ved OL i 1936 blev Danmark delt nummer syv blandt de elleve deltagende hold efter nederlag i indledende runde til Tyskland og uafgjort mod Afghanistan samt i nederlag i to placeringskampe mod henholdsvis Schweiz og Japan. Her spillede Malling kampene mod Tyskland og Japan, igen uden at score.